# Сотенное
Со́тенное (укр. Сотенне; до 2016 г. Черво́ный Жо́втень, до 1931 г. Лаши́новка (Сре́дняя Со́тня) и Ни́жняя Богда́новка (Ни́жняя Со́тня)) — село, относится к Станично-Луганскому району Луганской области Украины.
Население по переписи 2001 года составляло 1103 человека. Почтовый индекс — 93612. Телефонный код — 6472. Занимает площадь 0,776 км².

## История
Образовано в 1931 году путем объединения сел Лощиновка и Нижняя Богдановка.

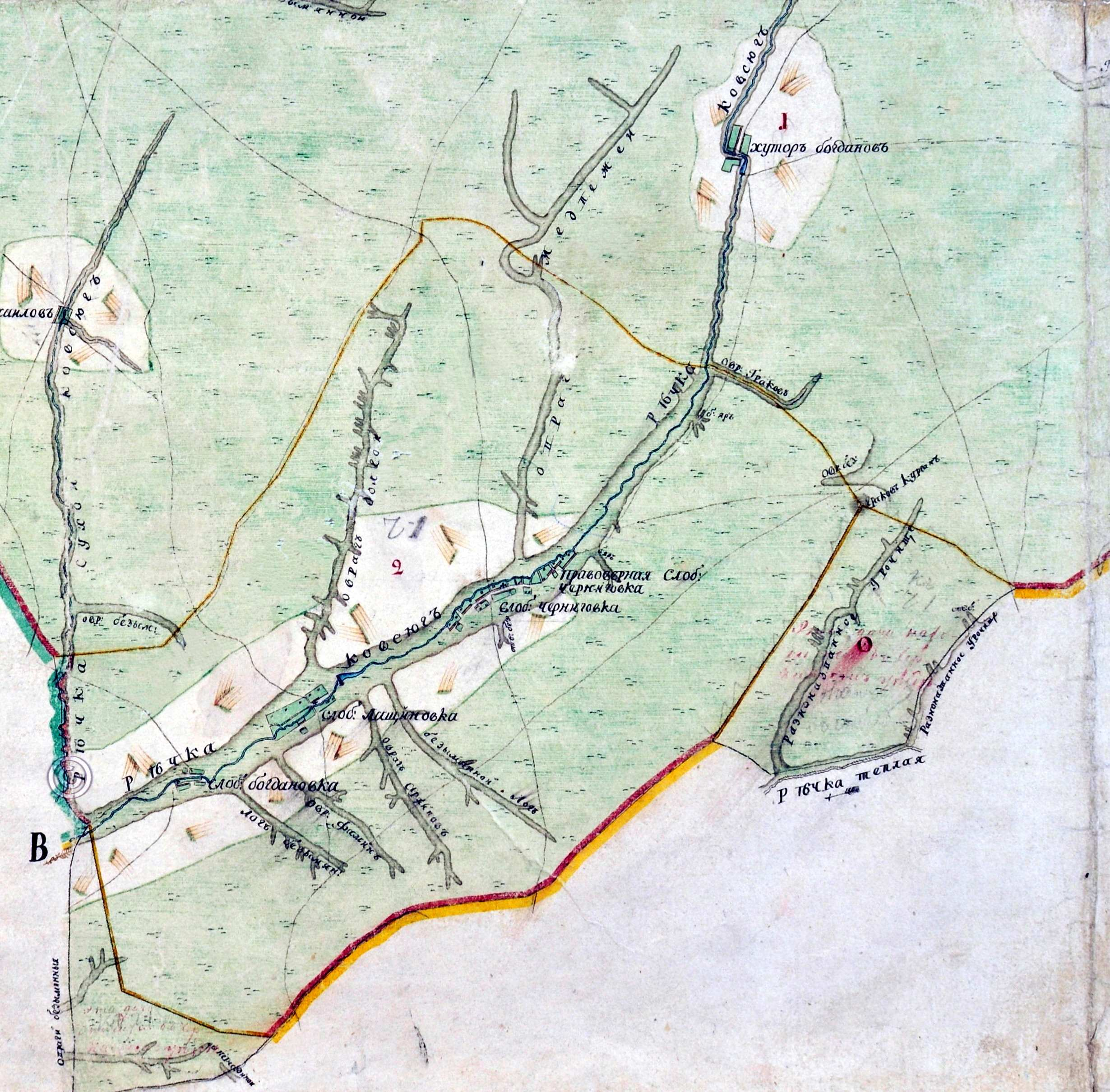
Слободы Богдановка и Лашиновка в конце 18 века (Фрагмент Плана генерального межирования Беловодского уезда Воронежской губернии, 1780—1790 гг.). Севернее сл. Черниговка находится хутор Богданово (сейчас Верхнебогдановка), который многие источники путают и смешивают со сл. Богдановка. Как показывает данная карта, это совершенно разные поселения.

 Основано во второй половине XVIII столетия русскими раскольниками-староверами, которые вернулись в Российскую империю из Польши после Манифестов императрицы Екатерины ІІ от 1762 и 1763 годов. На момент объединения в 1931 году с. Червоный Жовтень состояло из села Лашиновка (на левом берегу р. Ковсуг, современная ул. Кирова, на правом — ул. Заречная) и села Нижняя Богдановка (ул. Ленина).
Гильденштедтъ, въ своемъ путешествіи по югу, 1774 г., писалъ: «за 10 лѣтъ, на этомъ потокѣ, Койсугѣ, поселились три слободы бѣглыхъ раскольниковъ, которые возвратились изъ Польши. Эти слободы въ простонародьи называются Верхняя, Средняя и Нижняя сотня, а по бумагам Верхняя называется Черниговкою, Средняя – Лашиновкою, а имя третей (Богдановка) мнѣ не сказали. Онѣ заключают до 300 семей и состоятъ въ Валуйскомъ уездѣ Воронежской губерніи. Прежде чемъ привыкли они къ климату и водѣ, очень многіе изъ нихъ померли».
К 1863 году сл. Лашиновка (Средние Сотни) и сл. Богдановка (Нижние Сотни), — будущий Червоный Жовтень, превратились в достаточно крупные сельские поселения. Так в казенной слободе Лашиновке в 140 дворах проживало 1027 чел. (503 муж. и 526 жен.), была православная церковь и 3 ярмарки. В казенной слободе Богдановка (в том же 1863 г.) в 123 дворах проживало 1330 чел. (638 муж. и 692 жен.).

## Население

### Динамика
|                   | 1764-1774 | 1804 | 1864 | 1885 | 1904 | 1914 | 1925 | 1933 | 1976 | 2001 |
| ----------------- | --------- | ---- | ---- | ---- | ---- | ---- | ---- | ---- | ---- | ---- |
| Лашиновка         | ≈500      | 495  | 1027 | 1272 |      | 1814 | 1952 |      |      |      |
| Нижняя Богдановка | ≈500      | 833  | 1330 | 1188 |      | 2347 | 1613 |      |      |      |
| Вместе            | ≈1000     | 1328 | 2357 | 2460 | 4101 | 4161 | 3565 | 3154 | 1140 | 1103 |

### Этнический состав
По данным переписи 2001 года население села составляло 1103 человека, из них 12,87 % указали родным языком украинский, а 87,13 % — русский. Основная масса русскоязычных — это потомки первых колонистов-старообрядцев и бывших государственных крестьян (переселенных в 18—19 веках из центральных российских губерний). Второй доминирующей этнической группой являются украинцы, в большинстве своем бывшие жители окрестных украинских сел, а также прибывших из других регионов Украины в результате трудовых миграций 1960—80-х годов (в том числе велика доля выходцев из западноукраинских областей, в частности — Ивано-Франковской). Проживают в селе и русифицированные потомки поляков, насильно переселенных советскими властями в 20-е годы XX столетия из с. Малый Лазучин Базалийского района Винницкой области (большую часть этих вынужденных переселенцев репрессировали в конце 30-х годов). Представлены и другие национальности (единичные случаи): белорусы, армяне, татары, немцы, таджики и, даже, персы.

### Конфессиональный состав
Большая часть верующих жителей села относит себя к православным Московского патриархата, которые собираются для богослужений в Покровском молельном доме (открыт в конце 90-х годов XX века). Остальные придерживаются различных направлений протестантизма. Активную пропаганду своего вероучения ведут Свидетели Иеговы. Старообрядцы, некогда основавшие эти поселения, не представлены вовсе. В целом, учитывая «безбожное» коммунистическое прошлое, основная масса населения Сотенного относится к религиозной стороне жизни более чем прохладно.

## Старообрядчество
Слободы на реке Ковсуге (в конце 18 века — река Койсуха) основали раскольники — староверы, которые вернулись из Польши после Манифестов императрицы Екатерины ІІ от 1762 и 1763 годов. Одним из мест для поселения, указанных в Манифестах, был Валуйский уезд Белгородской губернии, в то время малозаселенный, который и выбрали для поселения возвращенцы. Если судить по многочисленным статистическим отчетам и сводкам 19 века, в Черниговке большая часть верующих придерживались поповского течения в древлеправославии (до 1848 года в виде беглопоповства, затем Австрийское согласие), а в Лашиновке и в Нижней Богдановке преобладали беспоповцы (Поморское согласие).
В марте 1772 года раскольников на Койсухе посетил скрывающийся от властей Емельян Пугачев. В Черниговке ему посоветовали пробраться в Польшу, справить пашпорт и уже как старовер-раскольник вернуться на родину
До середины XIX в. в слободе Нижняя Богдановка была только единоверческая часовня. 23 ноября 1854 Указом Святого Синода № 11.114 единоверцам Нижней Богдановки дано разрешение на постройку деревянной Вознесенской церкви, которую освятили в 1857 г. В 1904 году по проекту архитектора В. Х. Немкина на средства прихожан построена деревянная (с 1915 г. — каменная) Казанская церковь.
Основное противостояние между православными и старообрядцами развернулось в соседней Лашиновке, где ещё в 1837—1838 гг. на средства прихожан построен и освящен в 1840 году деревянный Храм Покрова Пресвятой Богородицы, за которым закрепили 49 десятин земли.
въ 1837 г. открытъ былъ храмъ въ сосѣдней деревнѣ Лашиновкѣ, бывшей въ приходѣ Черниговскомъ и где расколъ былъ ещё болѣе въ силѣ, чѣмъ въ Черниговкѣ; расколъ упоренъ и по временамъ обнаруживалъ даже наглости.
|                        | 1840                            | 1850                            |
| ---------------------- | ------------------------------- | ------------------------------- |
| Православные Лашиновки | 1619 чел. (808 муж. и 811 жен.) | 1765 чел. (839 муж. и 926 жен.) |
| Раскольники Лашиновки  | 220 чел.                        | нет                             |

По утверждению преосвященного Филарета (см. вышеуказанную таблицу) в его Историко-статистическом описании Харьковской епархии (1857—1859 гг.) раскол в Лашиновке и Черниговке к 1850 году был устранен, но это не соответствует действительности. Общины староверов во всех трёх слободах (Черниговка, Лашиновка и Нижняя Богдановка) функционировали, как минимум, до середины 20 годов XX века. В «Листке Харьковской епархии» № 3 от 15.02.1891 отмечено, что в слободе Лашиновке при Покровской церкви проживают 327 раскольников (156 мужчин и 171 женщина). Согласно отчету от Старобельского уездного исправника о сектантах в уезде от 12 января 1911 года (то есть уже после царского манифеста «Об укреплении начал веротерпимости», опубликованного 17 апреля 1905 года) в пределах Старобельского уезда образовывали зарегистрированные общины баптисты, «беспоповцы Поморского согласия» и «поповцы Австрийского толка». В слободах Лашиновка и Нижняя Богдановка проживали поповцы и беспоповцы, причем жили они в этих местах «с незапамятных времен». Поповцы в слободе Нижней-Богдановке Большечерниговской волости собирались для собраний в специально предназначенном молитвенном доме. На тот момент, кроме Нижней Богдановки, подобный постоянный молитвенный дом был только у баптистов в поселке Федоровка Штормовской волости, в остальных пунктах староверы и «сектанты» собирались для молитвенных собраний в частных домах, преимущественно у начетчиков.
Стремление между «сектантами» собираться скрытно исправником не замечалось. Так же не замечалось «стремления сектантов к уклонению от исполнения государственных и общественных обязанностей, как то воинской повинности, исполнения обязанностей присяжных заседателей и т. п.». Не поощрялось властями только нелегальное распространение «своего сектантства», но карательных мер не принималось ввиду того, что «до настоящего времени они [старообрядцы] не были замечены ни в противоправительственном направлении, ни в совершении уголовных преступлений или проступков». Однако исправником отмечается «враждебное отношение сектантов-старообрядцев к православным», что, впрочем, не удивительно, учитывая столетия гонений и постоянный, теперь уже негласный надзор правительства. Тем не менее, в 1904 году, вопреки всем усилиям властей, только в Лашиновке все ещё проживали 388 беспоповцев Поморского согласия и 13 единоверцев. Справиться с инакомыслящими православными смогли лишь большевики, которые в конце двадцатых закрыли все храмы в селе. Последующая коллективизация (первыми жертвами которой стали непьющие, а потому зажиточные староверы), голод, репрессии и война окончательно закрепили «успехи» однопартийцев В. И. Ленина в борьбе со старообрядцами на Ковсуге. В первом десятилетии XXI века в бывших старообрядческих слободах Лашиновка и Богдановка не зафиксировано ни одного последователя древлеправославия. В 1918—1927 годах в Нижней Богдановке существовала также грекокатолическая община старого обряда, перешедшая из единоверия во главе с иеромонахом Потапием (Емельяновым).

## История административно-территориального подчинения
Территориально село Сотенное (как и его предшественники Лашиновка и Богдановка) расположено в пойме реки Ковсуг. Река Ковсуг является естественной исторической границей земель Войска Донского. Такое местоположение, а также регулярные пересмотры границ губерний в конце 18 — в начале 19 вв., обусловили сложную историю вхождения села в различные административно-территориальные единицы Российской империи. Во время Гражданской войны в России и на начальном этапе установления диктатуры партии большевиков был проведен целый ряд административно-территориальных реформ, из-за которых село побывало в различных административно-территориальных единицах.
На октябрь 1782 г. размежевание границ Воронежской губернии с соседними территориями было завершено, за исключением Саратовской губернии, а также Области Войска Донского, где имелось три спорных места, о которых С. П. Владыкин писал в наместническое правление: «за несогласие тамошних камисаров не положена была граница, а именно: 1. Беловодской округи з дикопорозжею степью на которой поселены раскольничьи слободы Лашиновка, Черниговка и Богучарка в двух местах…<>
С 2021 г. по н/в — Украина, Луганская область, Счастьенский район, Нижнетепловская территориальная сельская громада

С 1991 г. по 2021 — Украина, Луганская область, Станично-Луганский район

С 1970 г. по 1991 г. — УССР, Ворошиловоградская область, Станично-Луганский район

С 1963 г. по 1970 г. — УССР, Луганская область, Станично-Луганский район

С 1958 г. по 1963 г. — УССР, Луганская область, Верхне-Теплянский район

С 1938 г. по 1958 г. — УССР, Ворошиловоградская область, Верхне-Теплянский район

С 1935 г. по 1938 г. — УССР, Донецкая область, Верхне-Теплянский район

С 13 февраля 1935 года по 26 декабря 1935 — УССР, Донецкая область, Косиоровский район (варианты — Коссиоровский, Петровский; образован из части Верхне-Тепловского района) Старобельского округа

С 1932 г. по 1935 г. — УССР, Донецкая область, Верхне-Теплянский район

С 1931 г. по 1932 г. — УССР, Верхне-Теплянский район

С 1927 г. по 1931 г. — УССР, Луганский округ, Петровский район(с 1927 года «национальный русский район», в 1932 году отменено)

С 1925 г. по 1927 г. — УССР, Луганский округ, Петровский район

С 1923 г. по 1925 г. — УССР, Донецкая губерния, Луганский округ

С 1919 г. по 1923 г. — УССР, Донецкая губерния, Старобельский уезд и, одновременно, Старобельский район (формирование началось в 1919, было прервано вторжением деникинских войск, официально Донецкая губерния образована 16.04.1920)

С февраль по апрель 1918 (де-юре) — УНР, Половецкая Земля, см. Административно-территориальное деление Украинской Народной Республики

 май — декабрь 1918 — Украинская держава, Харьковская губерния, Старобельский уезд

С 1824 г. по 1918 г. — Российская империя, Харьковская губерния, Старобельский уезд, Большечерниговская волость

С 1802 г. по 09.01.1824 г. — Российская империя, Воронежская губерния, Старобельский уезд, Большечерниговская волость

С 1797 г. по 29.03.1802 г. — Российская империя, Слободско-Украинская губерния, Старобельский уезд

С 1779 г. по 31.12.1796 г. — Российская империя, Воронежская наместничество, Беловодский уезд

С 1764 г. по 1779 — Белгородская губерния, Валуйский уезд

## Люди, связанные с Сотенным
- Емельянов, Пётр (Потапий) Андреевич — священник, деятель Греко-католической церкви.
- Сченснович, Иосиф Антонович — священномученик УПЦ МП, с 1918 по 1921 служил псаломщиком в Покровской церкви слободы Лашиновка Старобельского уезда Харьковской губернии.[23]
- Нечаев, Александр Павлович (28 марта 1913 — 13 ноября 1976) — командир отделения автоматчиков 236-го гвардейского стрелкового полка (74-я гвардейская стрелковая дивизия, 8-я гвардейская армия, 1-й Белорусский фронт), гвардии сержант. Полный кавалер ордена Славы. Уроженец сл. Лашиновка.
- Толмачев, Петр Тимофеевич (22.06.1916—19.07.1942). Летчик 182 истребительного авиационного полка. Выходец из старообрядческой семьи сл. Нижняя Богдановка. В честь П. Т. Толмачева в Ростове на Дону названа улица. В небе над этим городом он и погиб.

## Местный совет
93612, Луганская обл., Станично-Луганский р-н, с. Сотенное, ул. Ленина, 1.

## Интересные факты
- До «декомуннизационных» переименований 2016 года на территории Украины было пять населённых пунктов с названием Червоный Жовтень (укр. Червоний Жовтень, рус. Красный Октябрь). Только в Луганской области было одновременно два Червоных Жовтня (второй в Антрацитовском районе). Самым большим из населённых пунктов с названием Червоный Жовтень (по площади, по количеству населения и т. д.) являлось село Червоный Жовтень Станично-Луганского района Луганской области, ныне село Сотенное.
- В 1915 году единоверцы Нижней Богдановки возвели Казанскую церковь. Через два года, в марте 1917 временным священником, а затем и настоятелям единоверческого прихода стал Потапий Емельянов (Пётр Андреевич Емельянов). Он начал католическую проповедь среди крестьян и в 1918 вместе со своим приходом присоединился к католической церкви — был официально принят в общение с ней в Петрограде экзархом русских католиков Леонидом Фёдоровым. Первоначально службы (по старому обряду) проходили в Казанской церкви, однако после конфликта с местной православной общиной католики (несмотря на выигранный ими суд), оставили его и стали собираться на богослужения в частном доме. 31 мая 2003 в Риме начался процесс «Дело о беатификации или объявлении мучениками Архиепископа Эдуарда Профитлиха и 15 сподвижников», в число которых вошёл священник Потапий Емельянов (до окончания процесса его следует именовать титулом Слуга Божий). Здание Казанской церкви в 30-е годы пришло в запустение и разрушилось, на его месте был установлен памятник В. И. Ленину
- 26 октября 1914 года в Николаевской церкви в Дружковке священник Гонтаревский обвенчал 31-летнюю Веру Федоровну Васильеву с потомственным дворянином 50-летнем Григорием Григорьевичем Елисеевым (известный меценат, миллионер, глава петербуржского «Торгового дома Елисеевых»). Поручителем по невесте стал Харьковской губернии Старобельского уезда слободы Лашиновка крестьянин А. С. Якунин.